# صدقي القاسم
صدقي أحمد القاسم، (أبو عدنان)، سياسي وجنرال وقائد عسكري، وُلد في قرية بلعا بقضاء طولكرم في فلسطين، وهو من أبرز شخصيات الحركة الوطنية الأردنية؛ حيث يعد من رجالات الرعيل الأول للدولة الأردنية، وكان من مؤسسي الجيش العربي الأردني، كما شغل مناصب رسمية رفيعة في الدولة الأردنية، وهو عضو في مجلس الأعيان الأردني، وهو والد الدبلوماسي مروان القاسم.

## حياته
وُلد صدقي أحمد القاسم في قرية بلعا بقضاء طولكرم بفلسطين في نهاية القرن التاسع عشر الميلادي، خدم في بداية حياته العسكرية في الجيش العثماني، ثم انتقل عام 1917 إلى عمان حيث أسس فيها أول قوة شرطة أردنية، ثم استقبل في عمان الأمير عبد الله الأول.
كان صدقي القاسم من المقربين للملك الأردني المؤسس عبد الله الأول، ومستشارًا ومبعوثًا له، وكان محافظًا للعاصمة عمان لسنوات طويلة، كما كان عضوًا في مجلس الأعيان الأردني الخامس وذلك منذ 1 نوفمبر 1955 وحتى 1 نوفمبر 1959، كما كان عضوًا في مجلس الأمة الأردني خلال ذات الفترة أيضًا منذ 1 نوفمبر 1955 وحتى 1 نوفمبر 1959.

## حياته الشخصية
صدقي القاسم هو والد الدبلوماسي مروان القاسم والذي كان سابقًا رئيسًا للديوان الملكي الأردني ووزيرًا للخارجية الأردنية، وابن أخ صدقي القاسم هو وزير الزراعي الأردني الأسبق صبحي القاسم.

## أوسمة
جرى تقليد صدقي القاسم بمجموعة من الأوسمة المدنية والعسكرية الرفيعة.

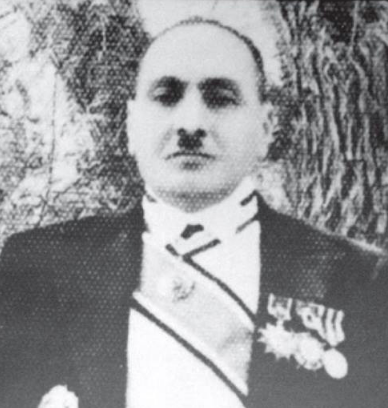
صدقي القاسم متوشحًا عددًا من الأوسمة

## تكريمه وتخليده
تكريمًا وتخليدًا لصدقي القاسم فقد أطلق اسمه على أحد شوارع العاصمة الأردنية عمان.